# Haplochromis longirostris
Haplochromis longirostris är en fiskart som först beskrevs av Hilgendorf, 1888.  Haplochromis longirostris ingår i släktet Haplochromis och familjen Cichlidae. IUCN kategoriserar arten globalt som akut hotad. Inga underarter finns listade i Catalogue of Life.